# Brad Vering
Bradley „Brad” Vering (ur. 21 sierpnia 1977) – amerykański zapaśnik w stylu klasycznym. Dwukrotny olimpijczyk. Zajął jedenaste miejsce na Igrzyskach w Atenach w 2004 i dwunaste miejsce w Pekinie 2008 w wadze do 84 kg.
Srebrny medalista mistrzostw świata z 2007 roku. Złoty medalista igrzysk panamerykańskich z 2007, srebrny z 2003 roku. Zwycięzca mistrzostw panamerykańskich w 2007, drugi w 2003 roku. Zdobywca Pucharu Świata w 2008; trzeci w 2002 roku.
Zawodnik Howells Senior High School z Howells i University of Nebraska–Lincoln. Trzy razy All-American (1999–2001) w NCAA Division I, pierwszy w 2000; czwarty w 1999 i siódmy w 2001 roku.